# Phonologie de l'ukrainien
Cet article traite des aspects généraux de la phonologie, de la phonétique et de l'accentuation de l'ukrainien standard.

## Voyelles

Diagramme des voyelles de l'ukrainien

Diagramme des voyelles et leurs allophones.

L'ukrainien possède six phonèmes vocaliques : /i/, /ɪ/, /ɛ/, /ä/, /u/ et /ɔ/,,,.
Certains de ces phonèmes ont des allophones, c'est-à-dire qu'ils se réalisent avec certains traits différents de ceux qu'on attribue au phonèmes correspondants. Ainsi, /ɪ/ et /ɛ/ se rapprochent plus ou moins l'une de l'autre en fonction de leur contexte phonétique, les deux se réalisant parfois [e]. D'autres fois, /ɪ/ se rapproche de /ɨ/, existant en russe aussi.
La voyelle /ɔ/ non accentuée devant [u] ou, parfois, [i] accentuées, se rapproche de /u/, de [ɔw] ou de /o/.

## Consonnes
En ukrainien il y a 32 phonèmes consonnes,, :
|                     | Bilabiales | Labio-dentales | Alvéolaires | Alvéolaires | Palatales | Vélaires | Glottale |
| ------------------- | ---------- | -------------- | ----------- | ----------- | --------- | -------- | -------- |
| Dures               | Bilabiales | Labio-dentales | Mouillées   |             | Palatales | Vélaires | Glottale |
| Occlusives          | p b        |                | t d         | tʲ dʲ       |           | k ɡ      |          |
| Fricatives          |            | f              | s z         | sʲ zʲ       | ʃ ʒ       | x        | h        |
| Affriquées          |            |                | t͡s d͡z       | t͡sʲ d͡zʲ     | t͡ʃ d͡ʒ     |          |          |
| Spirantes           |            | ʋ              |             |             | j         |          |          |
| Nasales             | m          |                | n           | nʲ          |           |          |          |
| Spirantes latérales |            |                | l           | lʲ          |           |          |          |
| Roulées             |            |                | r           | rʲ          |           |          |          |

Remarque : En fonction du contexte phonétique, /ʋ/ se réalise souvent [v] ou [w].

## Correspondance écriture – prononciation
L'ukrainien utilise l'écriture en alphabet cyrillique adapté pour à cette langue. Cette écriture est en général phonémique mais il y a des exceptions.
La correspondance entre les lettres de l'alphabet ukrainien et leur prononciation est présentées dans le tableau ci-dessous :
| Lettres | Transcription phonétique | Prononciation à peu près comme dans |
| ------- | ------------------------ | ----------------------------------- |
| А а     | [a]                      | arc                                 |
| Б б     | [b]                      | bon                                 |
| В в     | [v]                      | voix                                |
| В в     | [ʋ]                      | ≈ ça va                             |
| В в     | [w]                      | ouate                               |
| Г г     | [h]                      | ha ! (h aspiré)                     |
| Ґ ґ     | [ɡ]                      | gare                                |
| Д д     | [d]                      | don                                 |
| Е е     | [ɛ]                      | ère                                 |
| Є є     | [jɛ]                     | hier                                |
| Ж ж     | [ʒ]                      | jour                                |
| З з     | [z]                      | zèle                                |
| И и     | [ɪ]                      | français québécois six              |
| І і     | [i]                      | idée                                |
| Ї ї     | [ji]                     | faillir                             |
| Й й     | [j]                      | yaourt                              |
| К к     | [k]                      | kilo                                |
| Л л     | [l]                      | lac                                 |
| М м     | [m]                      | mal                                 |
| Н н     | [n]                      | nez                                 |
| О о     | [ɔ]                      | sotte                               |
| П п     | [p]                      | pas                                 |
| Р р     | [r]                      | rare (roulé)                        |
| С с     | [s]                      | sac                                 |
| Т т     | [t]                      | tour                                |
| У у     | [u]                      | ours                                |
| Ф ф     | [f]                      | film                                |
| Х х     | [x]                      | (es) ojo « œil »                    |
| Ц ц     | [t͡s]                     | tsigane                             |
| Ч ч     | [t͡ʃ]                     | tchèque                             |
| Ш ш     | [ʃ]                      | chat                                |
| Щ щ     | [ʃt͡ʃ]                    | chtch                               |
| Ь ь     | [◌ʲ]                     | lien                                |
| Ю ю     | [ju]                     | iourte                              |
| Я я     | [ja]                     | Yalta                               |

Les consonnes affriquées voisées sont rendues par des digrammes :
| Digrammes | Transcription phonétique | Prononciation à peu près comme dans |
| --------- | ------------------------ | ----------------------------------- |
| дз        | [d͡z]                     | Zeus                                |
| дж        | [d͡ʒ]                     | adjonction                          |

En ukrainien il y a des consonnes géminées (longues) aussi, rendues par le redoublement des lettres correspondantes. Elles sont caractéristiques, par exemple, pour une catégorie de noms de genre neutre terminés en -я : питання « question », життя « vie », весілля « noce », подружжя « mariage », обличчя « visage », etc. Elles apparaissent également lors de la dérivation par préfixes (ex. беззубий « sans dents »), de la dérivation par suffixes (ex. неписменний « illettré ») et dans certaines formes casuelles, ex. сіль « sel » → сіллю « avec du sel » (cas instrumental).

## Mouillure des consonnes
Les consonnes sont souvent mouillées.
Celles du tableau des consonnes sont des phonèmes. Leur mouillure n'est pas rendue par écrit lorsqu'elles sont suivies des lettres suivantes :
- я : дякую « merci, je remercie » ;
- є : майбутнє « avenir, futur » ;
- i: дівка « fille » ;
- ю : любов « amour ».

Dans d'autres positions, c'est-à-dire devant la voyelle [ɔ], devant une consonne et en fin de mot, la mouillure est rendue par le signe mou (ь) :
сьогодні « aujourd'hui » ;
боротьба « combat, lutte » ;
хлопець « garçon, gars ».
Les consonnes qui n'ont pas de paire mouillée phonème, peuvent elles aussi être mouillées, mais en moindre mesure, et seulement devant la voyelle [i]. Leur mouillure est signalée seulement par la lettre i : білий [ˈbʲilɪj] « blanc », місто [ˈmʲisto] « ville », кінь [kʲinʲ] « cheval », шість [ʃʲistʲ] « six », etc. La dernière des deux consonnes représentées par la lettre щ est également mouillée devant [i], ex. площі [ˈplɔʃt͡ʃʲi] « places (publiques) ».
Les consonnes non labiales sont également mouillées, sans que ce soit rendu par écrit, devant une autres consonne mouillée, ex. сніг [sʲnʲih] « neige ».
La graphie de l'ukrainien comporte aussi l'apostrophe. Elle est utilisée devant les lettres я, ю, є et ï pour signaler la non-mouillure devant le [j] rendu par ces lettres, ex. з’їзд [zjizd] « congrès », дит’ясла [dɪˈtjasla] « crèche (pour enfants) », п’ять [pjatʲ] « cinq ».

## Modifications phonétiques
En ukrainien il se produit beaucoup de modifications phonétiques, surtout lors de la flexion et de la formation des mots.

### Alternances consonantiques
Les alternances consonantiques les plus importantes sont :
- [k] – [t͡ʃ] : рік [rʲik] « année » – річний [ˈrʲit͡ʃnɪj] « annuel » ;
- [h] – [ʒ] : слуга [sluˈha] « serviteur » – служити [sluˈʒɪtɪ] « servir » ;
- [x] – [ʃ] : страх [strax] « effroi » – страшити [straˈʃɪtɪ] « effrayer » ;
- [k] – [t͡sʲ] : книжка [ˈknɪʒka] « livre » – книшці [ˈknɪʒt͡sʲi] « au livre » (cas datif) ;
- [h] – [zʲ] : нога [noˈha] « jambe » – нозі [noˈzi] « à la jambe » (datif) ;
- [x] – [sʲ] : вухо [ˈvuxo] « oreille » – у вуcі [uˈvusʲi] « dans l'oreille » (cas locatif).

### Alternances vocaliques
La voyelle [i] alterne souvent avec [ɔ] : кінь ['kʲinʲ] « cheval » – коня [kɔ'nʲa] « du cheval » (cas génitif).
[i] alterne fréquemment avec [ɛ] aussi : він ніс ['vin 'nʲis] « il portait » – вона несла [vɔ'na nɛ'sla] « elle portait ».
Il y aussi alternance [ji] – [jɛ], ex. Київ ['kɪjiw] « Kiev » – Києва ['kɪjɛʋa] « de Kiev » (génitif).
Il existe également des alternances [ɔ] – zéro et [ɛ] – zéro, typiquement lors de la déclinaison, quand la désinence est vocalique :
куток [kuˈtɔk] « coin » – куткі [ˈkutkʲi] « coins » ;
день [dɛnʲ] « jour » – дня [dnʲa] « du jour » (génitif).

### Assimilations de consonnes
Quand certaines consonnes arrivent à être en contact lors de la flexion ou de la formation des mots, l'une assimile l'autre, c'est-à-dire lui transfère toutes ou une parties de ses traits articulatoires. Lorsque l'assimilation est totale, il en résulte une consonne géminées, que l'on peut indiquer en transcription phonétique par le signe [◌ː] aussi.
Certaines assimilations sont rendues par l'écriture, lorsqu'on suit le principe morphologique dans l'orthographe. C'est le cas des assimilations régressives suivantes (quand une consonne assimile la précédente) :
- [ʒ] + [t͡sʲ] → [zʲt͡sʲ] : книжка [ˈknɪʒka] « livre » → книжці [ˈknɪzʲt͡sʲi] « au livre » (datif) ;
- [t͡ʃ] + [t͡sʲ] → [t͡sʲː] : дочка [ˈdɔčka] « fille (de ses parents) » → дочці [ˈdɔt͡sʲːi] « à la fille » (datif) ;
- [ʃ] + [sʲ] → [sʲː] : умиєшся [uˈmʲiˈjɛsʲːa] « tu te laves »[19] ;
- [z] + [ʒ] → [ʒː] : безжалiсний [beˈʒːalʲisnɪj] « sans pitié » ;
- [z] + [ʃ] → [ʃː] : без шапки [beˈʃːapkɪ] « sans casquette » ;
- [s] + [ʃ] → [ʃː] : підрісши [piˈdriʃːɪ] « qui a grandi » ;
- [t] + [t͡sʲ] → [t͡sʲt͡sʲ] : невістці [neˈvist͡sʲt͡sʲi] « à la bru » (datif) ;
- [d] + [sʲ] → [d͡zʲsʲ] : людський [ˈljud͡zʲsʲkɪj] « humain » ;
- [t] + [s] → [t͡sʲsʲ]: солдатський [sɔlˈdat͡sʲsʲkɪj] (adjectif dérivé) « de soldat ».

D'autres assimilations, dans des groupes de consonnes, provoquées par le changement de certains suffixes, sont rendues par la graphie. Quelques exemples :
- -с(ь)к- → -щ-: полтавський « de Poltava” → Полтавщина « région de Poltava » ;
- -шк- → -щ-: дошка « planche » → дощаний « en planches » ;
- -зьк- -жч- Кузько (prénom) → Кужченко (nom de famille).

### Réductions de groupes de consonnes
Par ajout de certains suffixes de dérivation et de certaines désinences dans la flexion, il se formerait, dans certains cas, des groupes de trois consonnes. Celle du milieu tombe d'habitude, et l'écriture rend cette chute. Exemples :
вість « nouvelle, information » → вісник « porteur de nouvelle, messager » ;
честь « honneur » → чесний « honnête » ;
тиждень « semaine » → тижня « de la semaine » (génitif) ;
блиск « éclat (de lumière) » → блиснути « éclater » ;
масло « beurre » → масний « gras ».
Il y a quelques noms dans lesquels une consonne manque au cas nominatif mais apparaît à d'autres formes, ex. серце « cœur » → сердець « des cœurs » (génitif).
Dans certains mots composés autochtones et dans des emprunts, la consonne [t] tombe dans des groupes de plus de trois consonnes, mais seulement dans la parole :
шістдесят [ʃisdɛˈsjat] « soixante »;
агентство [aˈhenstvo] « agence ».
Il y également des cas où des groupes de trois consonnes s'écrivent et se prononcent aussi : тоскно [ˈtoskno] « tristement », скнара [ˈsknara] « (un) avare », пестливий [pestˈlɪvɪj] « délicat », etc.

### Accentuation
En ukrainien, l'accent tonique peut tomber sur n'importe quelle syllabe et n'est pas marqué dans l'écriture habiturelle, mais seulement dans les ouvrages de linguistique et les manuels, ou quand il est nécessaire d'indiquer des différences de sens entre mots qui par ailleurs sont homonymes. On marque l'accent par un accent aigu.
Exemples de mots accentués sur diverses syllabes :
мáківка « capsule de pavot » ;
мехáнік « mécanicien »;
перемóга « victoire »;
університéт « université ».
La place de l'accent peut changer sur le même mot en fonction de sa forme grammaticale, ex. мáківка « capsule de pavot » (singulier) – маківки́ (pluriel). Certaines formes grammaticales ne se distinguent que par la place de l'accent :
пéра « plume » (nominatif-accusatif pluriel) – перá « de la plume » (génitif singulier) ;
вóди « eaux » (nominatif-accusatif pluriel) – води́ « de l'eau » (génitif singulier).
La place de l'accent peut aussi différencier des sens lexicaux, par exemple :
зáмок « château » – замóк « cadenas » ;
плáкати « pleurer » – плакáти « affiches » ;
óбід « cercle » – обі́д « déjeuner » (nom).

### Sources bibliographiques
- (ru) Iartseva, V. N. (dir.), Лингвистический энциклопедический словарь [« Dictionnaire encyclopédique de linguistique »], Moscou, Sovietskaïa Entsiklopedia,‎ 1990 (lire en ligne)
- (ru) Jovtobrioukh, M. A. et Moldovan, A. M., « Украинский язык » [« Ukrainien »], dans Moldovan, A. M. et al. (dir.), Языки мира: Славянские языки [« Langues du monde. Les langues slaves »], Moscou,‎ 2005, p. 513-547
- [Pohribnii 1984] М. Погрібний, Орфоепічний словник, Київ, Радянська школа,‎ 1984
- (en) Pugh, Stefan M. et Press, Ian, Ukrainian: a Comprehensive Grammar [« Grammaire complète de l'ukrainien »], Londres – New York, Routledge, coll. « Routledge grammars », 2005 (ISBN 0-415-15029-9)
- (en) Shevelov, George Y., « Ukrainian » [« L'ukrainien »], dans Comrie, Bernard et Corbett, Greville G. (dir.), The Slavonic Languages [« Les langues slaves »], coll. « Language family descriptions », 1993 (ISBN 0-415-04755-2), p. 947-998
- (ru) Terlak, Z. et Serbenska, O., Украинский язык для начинающих [« L'ukrainien pour débutants »], Lviv, Svit,‎ 1999, 2e éd.